# 白髯隐蜂鸟
白髯隐蜂鸟（学名：Phaethornis hispidus），是雨燕目蜂鸟科的一种鸟类。
白髯隐蜂鸟体重约5克，翼长约54.1毫米，嘴峰长约34.4毫米，喙宽度约2.6毫米，喙厚度约2.5毫米，跗蹠长约4.4毫米，尾长约56.4毫米。白髯隐蜂鸟在其分布区内为留鸟，其栖息在密集的高大树木组成的森林中，食性为草食性，主要食物来源是植物的花蜜。
白髯隐蜂鸟分布于哥伦比亚东部至委内瑞拉南部、玻利维亚北部和巴西亚马逊州西部地区。该物种是单型物种，没有亚种分化。